# Paul Dutasta
Paul Eugène Dutasta, né le 19 novembre 1873 et mort le 2 décembre 1925, est un haut fonctionnaire et diplomate français.

## Biographie

### Jeunesse et études
Né le 19 novembre 1873 à Toulon, il est fils du maire de la ville (1878-1888), Henri Dutasta. Paul Dutasta suit des études de droit et obtient une licence de droit. Il effectue une scolarité à l'École libre des sciences politiques et à l'Institut national des langues et civilisations orientales. 

### Parcours professionnel
Paul Dutasta commence sa carrière au cabinet du ministre, est chargé d'affaires au Siam puis suit Stephen Pichon en Tunisie et à Paris où il est de 1906 à 1909 directeur de cabinet de son "patron"  devenu  ministre des Affairs étrangères.
Il est ensuite consul général à Varsovie et bien que nommé ministre plénipotentiaire, il s'absente de la Carrière en 1911 pour devenir homme d'affaires notamment en Suisse où il est mêlé au scandale du lait condensé vendu à l'Allemagne en guerre.
En 1918 Clemenceau le nomme ambassadeur de France à Berne. En 1919 il devient à la surprise des milieux diplomatiques secrétaire général de la conférence de la Paix. Chaque délégation disposait de son propre secrétaire. Maurice Hankey, secrétaire britannique, va rapidement prendre le dessus sur le pâle Dutasta.
Dutasta revient aux affaires privées en mars 1920.
Ce protégé de Georges Clemenceau passait pour son fils naturel, lignée contestée par Jean-Baptiste Duroselle, le biographe de Clemenceau. 
Il meurt le 2 décembre 1925 à Paris.